# 休斯頓維爾 (伊利諾伊州)
休斯頓維爾（英語：Houstonville）是位於美國伊利諾伊州尚佩恩縣的一個鬼鎮。由於此地已於1878年被荒廢，本地已無人居住。

## 地理
休斯頓維爾的座標為40°21′18″N 88°18′31″W / 40.35500°N 88.30861°W，而該地的平均海拔高度為219米（即718英尺）。